# Folre
|  | Per a altres significats, vegeu «Folre (desambiguació)». |

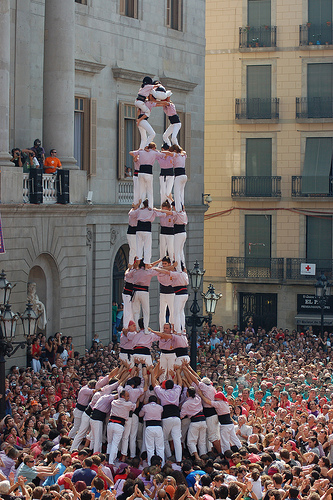
Exemple de 4 de 9 amb folre

El folre és una part d'alguns castells que reforça el pis de segons i ajuda el pis de terços.
Actua com una segona pinya situada sobre la soca.
Pot trobar-se en castells de diferents tipus: pilars, dosos o torres, tresos, quatres o cincs, però només s'utilitza a partir d'un determinat nombre de pisos en què la construcció assoleix un nivell de dificultat extrema.
Una mateixa estructura es considera més difícil d'execució si no s'ajuda d'un folre. Així, el 4 de 9 és un castell més difícil que un 4 de 9 amb folre. Habitualment els castells folrats són més freqüents que els seus homònims sense folre, pel que l'ús de la llengua ha portat a emprar el terme quatre de nou o tres de nou per referir-se als castells folrats. Per aquesta raó, els castells sense folre reben sovint l'especificació de net o sense folre (en principi innecessària): quatre de nou net o quatre de nou sense folre.
L'estructura del folre és similar a la de la pinya, però menys compacta (de manera que no hi ha taps que ocupin els buits) i més reduïda. A les rengles de mans s'hi afegeix un casteller anomenat "escaleta" que fa la funció d'ajupir-se per facilitar la pujada sobre el folre als castellers del tronc i la canalla.

## Castells folrats
- Pilar de 7 amb folre
- Pilar de 8 amb folre i manilles
- Pilar de 9 amb folre, manilles i puntals (només carregat 1 cop)
- 2 de 8 amb folre
- 2 de 9 amb folre i manilles
- 2 de 9 amb folre (només carregat 3 cops)
- 3 de 9 amb folre
- 3 de 9 amb folre i l'agulla
- 3 de 10 amb folre (mai realitzat)
- 3 de 10 amb folre i manilles
- 4 de 9 amb folre
- 4 de 9 amb folre i l'agulla
- 4 de 10 amb folre (mai realitzat)
- 4 de 10 amb folre i manilles
- 5 de 9 amb folre
- 7 de 9 amb folre
- 9 de 9 amb folre (només carregat)